# Анна Бастрікова
Анна Бастрікова (нар. 15 листопада 1985) — колишня російська тенісистка.
Найвищу одиночну позицію світового рейтингу — 301 місце досягла 04 листопада 2002, парну — 201 місце — 02 травня 2005 року.
Здобула 2 одиночні та 8 парних титулів туру ITF.

## Фінали ITF

### Одиночний розряд (2–6)
| Легенда          |
| ---------------- |
| турніри $100,000 |
| турніри $75,000  |
| турніри $50,000  |
| турніри $25,000  |
| турніри $10,000  |

| Фінали за покриттям |
| ------------------- |
| Тверде (1–1)        |
| Ґрунт (0–3)         |
| Трава (0–0)         |
| Килим (1–2)         |

| Результат | Ранг | Дата             | Турнір                              | Покриття   | Суперниця           | Рахунок       |
| --------- | ---- | ---------------- | ----------------------------------- | ---------- | ------------------- | ------------- |
| Поразка   | 1.   | 5 листопада 2000 | Мінськ, Білорусь                    | Килим (i)  | Олена Яришко        | 1–4, 3–5, 1–4 |
| Поразка   | 2.   | 11 травня 2001   | Нітра, Словаччина                   | Ґрунт      | Міріам Казанова     | 1–6, 3–6      |
| Перемога  | 1.   | 29 жовтня 2001   | Мінськ, Білорусь                    | Килим (i)  | Кдіта Ляховічюте    | 6–1, 6–2      |
| Поразка   | 3.   | 27 жовтня 2002   | Ополе, Польща                       | Килим (i)  | Ольга Барабанщикова | 6–2, 3–6, 3–6 |
| Поразка   | 4.   | 20 січня 2003    | Кінгстон-апон-Галл, Велика Британія | Тверде (i) | Аманда Кін          | 3–6, 1–6      |
| Перемога  | 2.   | 17 травня 2005   | Масатлан, Мексика                   | Тверде     | Лорен Барніков      | 6–4, 7–6(7–4) |
| Поразка   | 5.   | 28 червня 2005   | Галац, Румунія                      | Ґрунт      | Коріна Кордуняну    | w/o           |
| Поразка   | 6.   | 19 липня 2005    | Бухарест, Румунія                   | Ґрунт      | Ралука Олару        | 3–6, 2–6      |

### Парний розряд (8–9)
| Легенда          |
| ---------------- |
| турніри $100,000 |
| турніри $75,000  |
| турніри $50,000  |
| турніри $25,000  |
| турніри $10,000  |

| Фінали за покриттям |
| ------------------- |
| Тверде (1–6)        |
| Ґрунт (6–2)         |
| Трава (0–0)         |
| Килим (1–1)         |

| Результат | Ранг | Дата            | Турнір                                     | Покриття   | Партнерка               | Суперниці                                 | Рахунок             |
| --------- | ---- | --------------- | ------------------------------------------ | ---------- | ----------------------- | ----------------------------------------- | ------------------- |
| Перемога  | 1.   | 21 травня 2001  | Софія, Болгарія                            | Ґрунт      | Марія Головизніна       | Ленка Длгополцова Любомира Курхайцова     | 6–3, 3–6, 6–2       |
| Перемога  | 2.   | 29 жовтня 2001  | Мінськ, Білорусь                           | Килим (i)  | Віра Душевіна           | Дар'я Кустова Тетяна Уварова              | 7–5, 3–6, 6–0       |
| Поразка   | 1.   | 26 лютого 2002  | Бухен, Німеччина                           | Килим (i)  | Клаудія Кардіс          | Софія Арвідссон Клодін Шоль               | 0–6, 5–7            |
| Перемога  | 3.   | 19 травня 2003  | Львів, Україна                             | Ґрунт      | Ганна Запорожанова      | Марія Коритцева Ірина Бремон              | 6–4, 6–4            |
| Перемога  | 4.   | 11 серпня 2003  | Бухарест, Румунія                          | Ґрунт      | Олена Весніна           | Габріела Нікулеску Моніка Нікулеску       | 6–4, 6–4            |
| Перемога  | 5.   | 17 серпня 2003  | Бухарест, Румунія                          | Ґрунт      | Весніна Олена Сергіївна | Ніколе Клеріко Ірина Смірнова             | 6–1, 6–1            |
| Поразка   | 2.   | 20 січня 2004   | Галл, Велика Британія                      | Тверде (i) | Василіса Давидова       | Клер Каррен Суріна Де Беер                | 0–6, 4–6            |
| Перемога  | 6.   | 14 квітня 2004  | Бол, Хорватія                              | Ґрунт      | Алла Кудрявцева         | Вікторія Азаренко Ольга Говорцова         | 6–4, 6–1            |
| Поразка   | 3.   | 30 травня 2004  | Тунляо, КНР                                | Тверде     | Ніна Братчикова         | Ліга Декмеєре Іпек Шенолу                 | 5–7, 6–7(5–7)       |
| Поразка   | 4.   | 21 вересня 2004 | Батумі, Грузія                             | Тверде     | Ірина Коткіна           | Альона Бондаренко Галина Фокіна           | 2–6, 2–6            |
| Поразка   | 5.   | 25 січня 2005   | Клірвотер, США                             | Тверде     | Наталія Демиденко       | Лорен Фішер Аманда Джонсон                | 6–4, 4–6, 3–6       |
| Поразка   | 6.   | 14 лютого 2005  | Мідленд (Мічиган), США                     | Тверде     | Ірина Бремон            | Юлія Бейгельзимер Келлі Маккейн           | 2–6, 4–6            |
| Перемога  | 7.   | 4 липня 2005    | Красноармійськ (Московська область), Росія | Тверде     | Юлія Єфремова           | Катерина Лопес Олена Чалова               | 6–2, 7–6(7–3)       |
| Поразка   | 7.   | 25 липня 2005   | Арад, Румунія                              | Ґрунт      | Василіса Давидова       | Коріна Кордуняну Ралука Олару             | 1–6, 4–6            |
| Поразка   | 8.   | 8 серпня 2005   | Москва, Росія                              | Ґрунт      | Василіса Давидова       | Катерина Лопес Ольга Панова               | 5–7, 3–6            |
| Перемога  | 8.   | 29 серпня 2005  | Балашиха, Росія                            | Ґрунт      | Ніна Братчикова         | Катерина Лопес Панова Ольга Олександрівна | 6–2, 6–2            |
| Поразка   | 9.   | 27 вересня 2005 | Батумі, Грузія                             | Тверде (i) | Ніна Братчикова         | Надія Островська Анастасія Якімова        | 6–2, 2–6, 6–7(9–11) |

## Юніорські фінали турнірів Великого шолома

### Дівчата, парний розряд
| Результат | Рік  | Турнір                                 | Покриття | Партнерка          | Суперниці                         | Рахунок            |
| --------- | ---- | -------------------------------------- | -------- | ------------------ | --------------------------------- | ------------------ |
| Поразка   | 2001 | Відкритий чемпіонат Австралії з тенісу | Тверде   | Світлана Кузнецова | Петра Цетковська Барбора Стрицова | 6–7(3–7), 6–1, 4–6 |